# Campionat d'Espanya de tot terreny 1978
La temporada de 1978 del Campionat d'Espanya d'enduro fou la 14a edició d'aquest campionat, organitzat per la Reial Federació Motociclista Espanyola. Entre les proves del campionat disputades als Països Catalans hi havia els Dos Dies del Garraf i els Dos Dies de Ripoll (la darrera del campionat, del 13 al 14 de maig).

## Classificació final

### Superior a 75cc
| Posició | Pilot                      | Motocicleta | Punts |
| ------- | -------------------------- | ----------- | ----- |
| 1       | Narcís Casas               | Bultaco     | 147   |
| 2       | Joan Riudalbàs             | Bultaco     | 103   |
| 3       | Ton Marsinyach             | Montesa     | 102   |
| 4       | Ramon Burés                | Montesa     | 68    |
| 5       | Josep Maria Pibernat       | Bultaco     | 63    |
| 6       | Ferran Gil                 | Montesa     | 55    |
| 6       | Guillermo Moreno de Carlos | Bultaco     | 55    |
| 8       | Toni Soler                 | Bultaco     | 39    |
| 9       | Josep Vilaró               | Bultaco     | 25    |
| 10      | Antoni Verdaguer           | ?           | 12    |

## Categories inferiors

### Trofeu Sènior Superior a 75cc
| Posició | Pilot       | Motocicleta | Punts |
| ------- | ----------- | ----------- | ----- |
| 1       | Josep Pujol | Bultaco     | ?     |
| 2       | Carles Mas  | Montesa     | ?     |
| 3       | ?           | ?           | ?     |